# アラン・マヌス
アラン・マヌス（Alan Mannus、1982年5月19日  - ）は、カナダ・オンタリオ州トロント出身の元プロサッカー選手。元北アイルランド代表。現役時代のポジションは、ゴールキーパー。

## 経歴

### 生い立ち
トロントで生まれ育ち、7歳の時に北アイルランドに移住。

### クラブ
リンフィールドFCのアカデミーで育成され、2002年にプロデビューを果たした。
2009年8月、シャムロック・ローヴァーズFCに移籍。
2011年7月、セント・ジョンストンFCに加入。
2018年4月、シャムロック・ローヴァーズFCに復帰。2023シーズン終了後に現役を引退した。

### 代表
カナダサッカー協会からも代表に要請されていたが、それを断り北アイルランド代表を選択した。2004年夏に行われたトリニダード・トバゴ代表との親善試合で初キャップ。